# Generation Swine
Generation Swine – siódmy album studyjny amerykańskiej grupy heavymetalowej Mötley Crüe. Wydany został w 1997. Album był powrotem wokalisty Vince'a Neila po ośmioletniej przerwie.

## Lista utworów
| Nr. | Tytuł                  | Twórcy                           | Czas |
| --- | ---------------------- | -------------------------------- | ---- |
| 1.  | Find Myself            | Nikki Sixx, Mick Mars, Tommy Lee | 2:51 |
| 2.  | Afraid                 | Sixx                             | 4:07 |
| 3.  | Flush                  | Sixx, Lee, John Corabi           | 5:03 |
| 4.  | Generation Swine       | Sixx, Lee                        | 4:39 |
| 5.  | Confessions            | Lee, Mars                        | 4:21 |
| 6.  | Beauty                 | Sixx, Lee, Scott Humphrey        | 3:47 |
| 7.  | Glitter                | Sixx, Humphrey, Bryan Adams      | 5:00 |
| 8.  | Anybody Out There?     | Lee, Sixx                        | 1:50 |
| 9.  | Let Us Prey            | Sixx, Corabi                     | 4:22 |
| 10. | Rocketship             | Sixx                             | 2:05 |
| 11. | A Rat Like Me          | Sixx                             | 4:13 |
| 12. | Shout at the Devil '97 | Sixx                             | 3:43 |
| 13. | Brandon                | Lee                              | 3:25 |

## Twórcy
- Vince Neil – wokal
- Mick Mars – gitara
- Nikki Sixx – gitara basowa, wokal, gitara
- Tommy Lee – perkusja, wokal, pianino
- John Corabi - gitara, wokal